# Волощенко Аза Кирилівна
Аза Кирилівна Волощенко (28 грудня 1938, Чорнобай) — український історик, дослідниця історії України XIX століття, кандидат історичних наук, професор.

## Біографія
Народилася 28 грудня 1938 року в селі Чорнобаї (нині селище міського типу Черкаської області). У 1960 році закінчила історико-філософський факультет Київського державного університету. У 1960–1961 роках працювала старшим лаборантом, завідувачем кабінетом Черкаського педагогічного інституту. У 1962–1965 роках — аспірантка, у 1965–1973 роках — молодший науковий співробітник, у 1973–1985 роках — старший науковий співробітник відділу історії капіталізму Інституту історії АН УРСР. У 1962 році, під керівництвом доктора історичних наук М. Н. Лещенка, захистила кандидатську дисертацію на тему: «Класова боротьба на Правобережній Україні в період революційної ситуації (1879–1881)». У 1978 році була відповідальним секретарем редакційної колегії при написанні 3-го тому восьмитомника «Історії Української РСР».
У 1985–1992 роках — доцент кафедри історії і теорії культури, з 1992 року — доцент, професор кафедри історії України Київського інституту культури, Київського славістичного університету.
Померла 28 вересня 2008 року.

## Праці
- Нариси з історії суспільно-політичного руху в Україні в 70-х — на поч. 80-х рр. XIX ст. — Київ, 1974.